# Pomeriggio a Marrakech
Pomeriggio a Marrakech  è una canzone del 1984 del duo genovese de I Trilli composta interamente in italiano, a differenza di quasi tutte le loro canzoni, cantate in lingua genovese.

## Storia
Il brano venne composto dal musicista Gian Piero Reverberi, da Giuseppe Deliperi (Pucci) e Giuseppe Zullo (Pippo) per la musica, e dal paroliere Roberto Della Casa per il testo, per il Festival di Sanremo 1984.
Partecipò al festival perché Favola triste, cantata da Silvia Conti, venne squalificata in quanto risultata non inedita.
La canzone dei Trilli, presentata nella sezione delle nuove proposte, non raggiunse la serata finale.
Venne pubblicata su 45 giri dalla F1 Team; il retro è il brano Lindbergh.
Nel 2010 è stata tradotta in genovese (Doppo pranso a Marrakech) dai Buio Pesto che l'hanno inserita nell'album Pesto.

## Contenuto
La canzone tratta della partenza di un turista da Marrakech con tutta la tipica ironia del duo musicale genovese.